# Enter-film
Enter-film (ukr. Enter-фільм) – ukraiński prywatny kanał telewizyjny, uruchomiony w 2001 roku, który transmituje wyłącznie filmy. Właścicielem tej stacji jest Inter Media Group. Kanał jest udostępniony przez telewizję naziemną w formacie 16:9, kablową, satelitarną - w wersji SD 576i oraz cyfrową telewizję naziemną (DVB-T2) - w multipleksie MUX-1.